# Jozef Adamec
Jozef Adamec (26. února 1942 Vrbové – 24. prosince 2018 Trnava) byl československý fotbalista a trenér. Jeho starší bratr Emil Adamec byl také prvoligovým fotbalistou.

## Charakteristika hráče
Urostlý, středně vysoký hráč. Měl vynikající levačku, byl obávaný střelec a uměl dobře klamat tělem. Vyhledával na hřišti diskuze s rozhodčími, provokoval diváky až k pískotu.

## Reprezentant ČSSR
Byl fotbalovým reprezentantem Československa. Svoji reprezentační kariéru zahájil v zápase proti Nizozemsku 30. října 1960 ve věku 18 let. V památném přátelském zápase proti Brazílii 23. června 1968 vstřelil hattrick. Reprezentoval 44krát, v těchto zápasech dal 14 gólů. Držitel stříbrné medaile z MS 1962. Zúčastnil se i MS v Mexiku o osm let později. Poslední mezistátní zápas hrál roku 1973 ve Skotsku, symbolicky se rozloučil v říjnu 1974 v utkání se Švédskem.

## Kariéra v klubech
Začínal v rodném Vrbovém, v roce 1959 přestoupil do Spartaku Trnava, v letech 1961 až 1963 Dukla Praha, na rok se vrátil do Trnavy, v období 1964–1966 byl hráčem Slovanu Bratislava a pak zpátky do Spartaku Trnava. Zde hrál až do roku 1977. V 1. československé lize dal 170 gólů ve 328 zápasech a 7krát byl členem týmu mistra ligy. Československý pohár získal čtyřikrát. B\l členem prestižního Klubu ligových kanonýrů a čtyřikrát se stal králem ligových střelců. Zahrál si i za SK Slovan Vídeň. V Poháru mistrů evropských zemí nastoupil ve 36 utkáních a dal 25 gólů a v Poháru vítězů pohárů nastoupil v 5 utkáních a dal 1 gól.

## Ligová bilance
| Ročník                                   | Zápasy | Góly | Klub              |
| ---------------------------------------- | ------ | ---- | ----------------- |
| 1. československá fotbalová liga 1958/59 | 11     | 2    | Spartak Trnava    |
| 1. československá fotbalová liga 1959/60 | 26     | 4    | Spartak Trnava    |
| 1. československá fotbalová liga 1960/61 | 24     | 13   | Spartak Trnava    |
| 1. československá fotbalová liga 1961/62 | 16     | 9    | Dukla Praha       |
| 1. československá fotbalová liga 1962/63 | 18     | 8    | Dukla Praha       |
| 1. československá fotbalová liga 1963/64 | 10     | 8    | Slovan Bratislava |
| 1. československá fotbalová liga 1964/65 | 14     | 6    | Slovan Bratislava |
| 1. československá fotbalová liga 1965/66 | 2      | 1    | Slovan Bratislava |
| 1. československá fotbalová liga 1965/66 | 11     | 4    | Spartak Trnava    |
| 1. československá fotbalová liga 1966/67 | 26     | 21   | Spartak Trnava    |
| 1. československá fotbalová liga 1967/68 | 23     | 17   | Spartak Trnava    |
| 1. československá fotbalová liga 1968/69 | 22     | 6    | Spartak Trnava    |
| 1. československá fotbalová liga 1969/70 | 27     | 16   | Spartak Trnava    |
| 1. československá fotbalová liga 1970/71 | 28     | 16   | Spartak Trnava    |
| 1. československá fotbalová liga 1971/72 | 30     | 14   | Spartak Trnava    |
| 1. československá fotbalová liga 1972/73 | 22     | 6    | Spartak Trnava    |
| 1. československá fotbalová liga 1973/74 | 16     | 7    | Spartak Trnava    |
| 1. československá fotbalová liga 1974/75 | 26     | 5    | Spartak Trnava    |
| 1. československá fotbalová liga 1975/76 | 27     | 6    | Spartak Trnava    |
| 1. československá fotbalová liga 1976/77 | 6      | 1    | Spartak Trnava    |
| CELKEM 1. liga                           | 358    | 170  |                   |

## Trenér
Po skončení hráčské kariéry se stal asistentem trenéra Trnavy. Během následující trenérské kariéry vystřídal mnoho prvoligových zejména slovenských klubů, do některých se vracel opakovaně. V letech 1999–2002 trénoval i reprezentační tým Slovenska.